# Bistum Kothamangalam
Das Bistum Kothamangalam (lateinisch Dioecesis Kothamangalamensis, Malayalam കോതമംഗലം രൂപത Kēātamaṅgalaṁ Rūpata) ist eine Diözese der mit der römisch-katholischen Kirche unierten syro-malabarischen Kirche mit Sitz in Kothamangalam in Indien.

## Geschichte
Papst Pius XII. gründete das Bistum mit der Apostolischen Konstitution Qui in Beati Petri am 29. Juli 1956 aus Gebietsabtretungen des Erzbistums Ernakulam, dem es als Suffragandiözese unterstellt wurde.
Am 15. Januar 2003 verlor es einen Teil seines Territoriums an die Eparchie Idukki.

## Territorium
Das Bistum Kothamangalam umfasst die Taluks Kunnathunadu und Muvattupuzha im Distrikt Ernakulam sowie die Taluks Thodupuzha, Udumpanchola und Devicolam im Distrikt im Bundesstaat Kerala.

## Bischöfe von Kothamangalam
- Matthew Pothanamuzhi (29. Juli 1956 – 26. Februar 1977)
- George Punnakottil (26. Februar 1977 – 10. Januar 2013)
- George Madathikandathil (seit 10. Januar 2013)